# Лагор (Атлантические Пиренеи)
Лаго́р (фр. Lagor) — коммуна во Франции, находится в регионе Аквитания. Департамент — Атлантические Пиренеи. Входит в состав кантона Кёр-де-Беарн. Округ коммуны — По.
Код INSEE коммуны — 64301.

## География

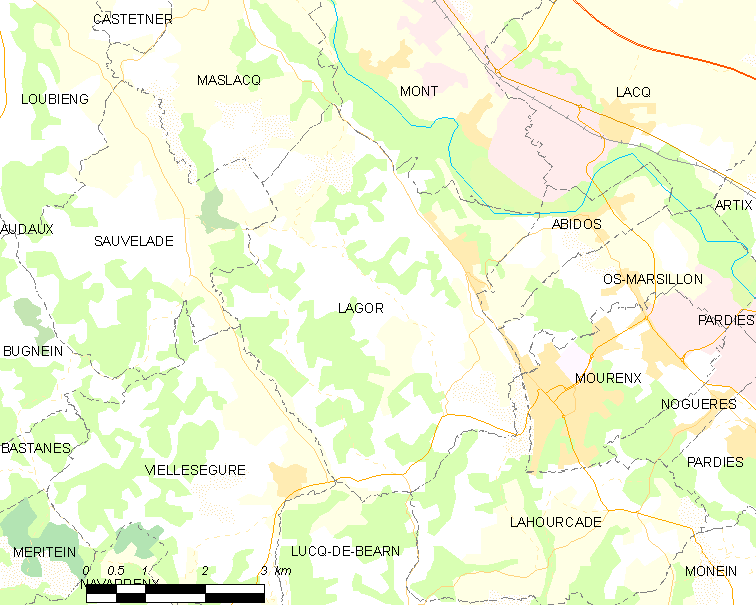
Карта коммуны

Коммуна расположена приблизительно в 650 км к югу от Парижа, в 165 км южнее Бордо, в 25 км к северо-западу от По.
На северо-востоке коммуны протекает река Гав-де-По.

### Климат
Климат тёплый океанический. Зима мягкая, средняя температура января — от +5°С до +13°С, температуры ниже −10 °C бывают редко. Снег выпадает около 15 дней в году с ноября по апрель. Максимальная температура летом порядка 20-30 °C, выше 35 °C бывает очень редко. Количество осадков высокое, порядка 1100 мм в год. Характерна безветренная погода, сильные ветры очень редки.

## Население
Население коммуны на 2010 год составляло 1217 человек.
| 1962 | 1968 | 1975 | 1982 | 1990 | 1999 | 2010 |
| ---- | ---- | ---- | ---- | ---- | ---- | ---- |
| 1526 | 1511 | 1274 | 1306 | 1295 | 1256 | 1217 |

## Администрация
| Период | Период | Фамилия         | Партия        | Примечания |
| ------ | ------ | --------------- | ------------- | ---------- |
| 1995   | 2001   | Анри Лагуардет  |               |            |
| 2001   | 2014   | Жак Бонт        | Разные правые |            |
| 2014   | 2020   | Жан-Пьер Дюбрёй |               |            |

## Экономика
В 2010 году среди 758 человек трудоспособного возраста (15-64 лет) 537 были экономически активными, 221 — неактивными (показатель активности — 70,8 %, в 1999 году было 69,4 %). Из 537 активных жителей работали 482 человека (251 мужчина и 231 женщина), безработных было 55 (26 мужчин и 29 женщин). Среди 221 неактивных 53 человека были учениками или студентами, 87 — пенсионерами, 81 были неактивными по другим причинам.

## Достопримечательности
- Средневековая приходская церковь Св. Михаила[4]

## Фотогалерея

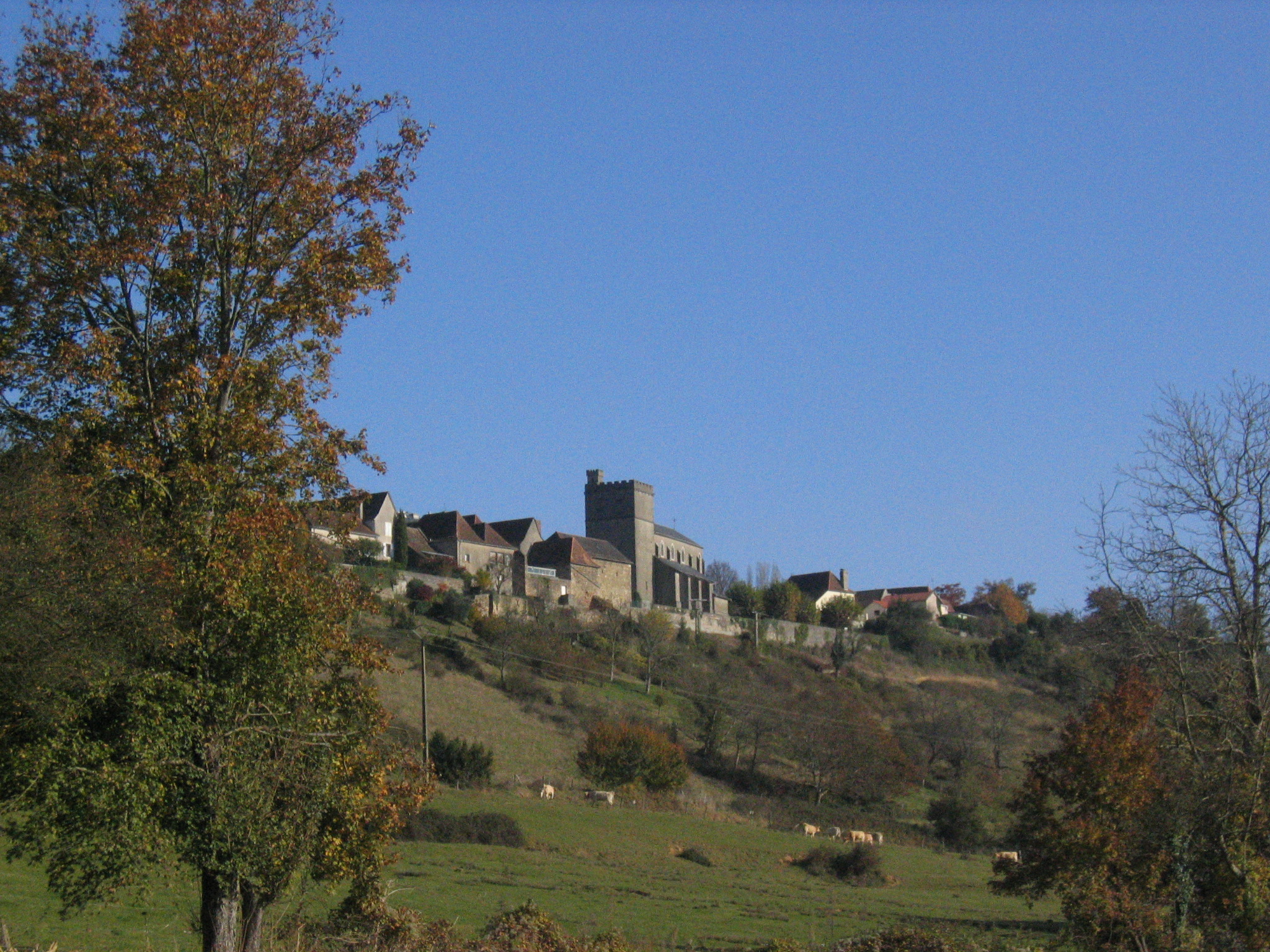
Лагор
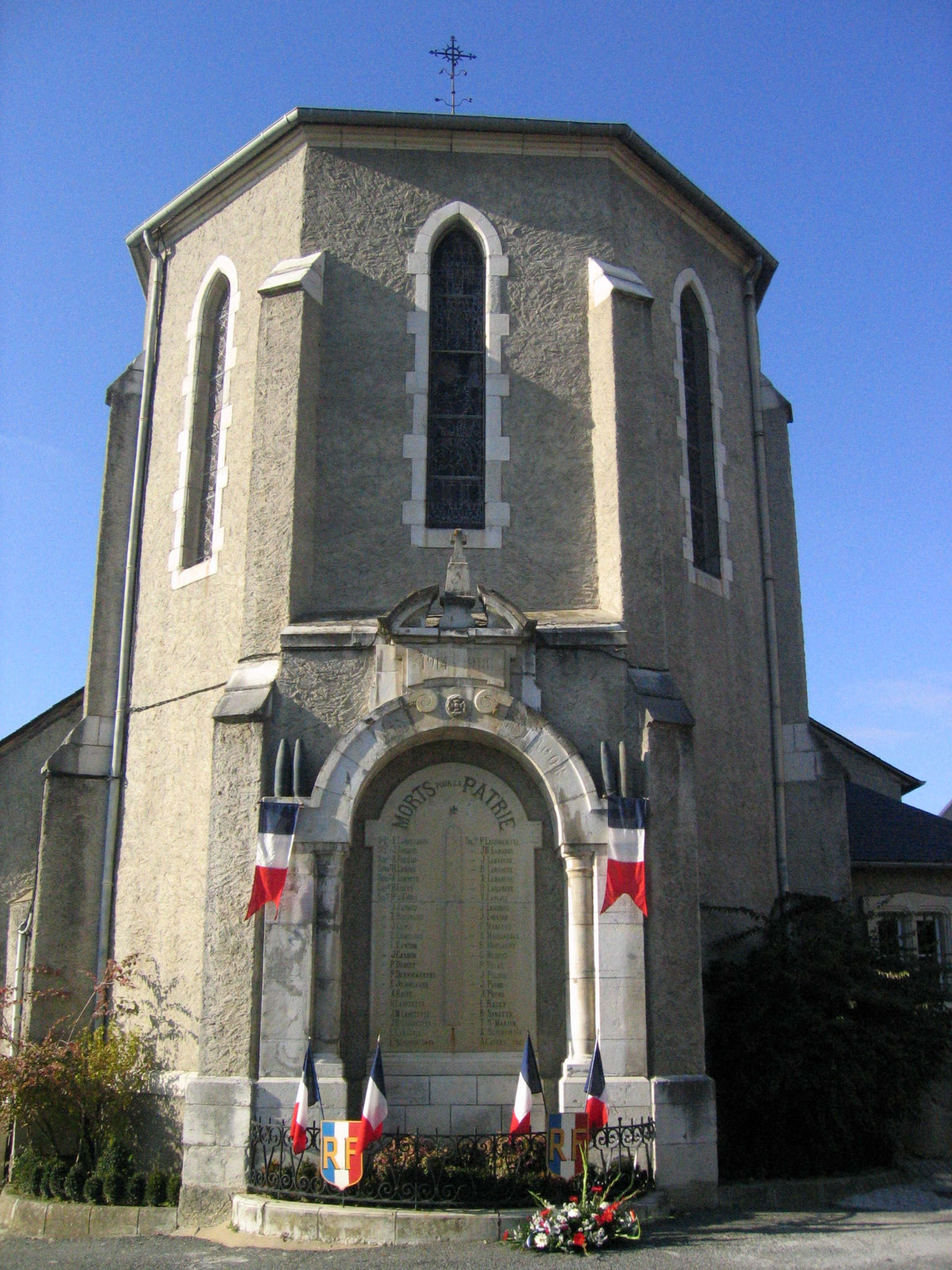
Церковь Св. Михаила и военный мемориал